# Wilhelm Pike
Wilhelm Pike ang. William Pike (ur.? w Dorsetshire, zm. 22 grudnia 1591 w Dorchester) – angielski wierny świecki katolik, błogosławiony Kościoła katolickiego, męczennik, ofiara prześladowań antykatolickich w Anglii.
Nie jest znana data jego urodzin. Wiadomo, że pochodził z hrabstwa Dorsetshire. Był rzemieślnikiem i pracował w West Moors. Na katolicyzm nawrócił się pod wpływem Tomasza Pilcharda około 1586 roku. Konwertytę aresztowano gdy zadeklarował swoją przynależność religijną, odmówił przejścia na protestantyzm i uznania zwierzchności królowej nad Kościołem, co zgodnie z obowiązującym Aktem supremacji według którego nawet najmniejsze związki ze Stolicą Apostolską potraktowano za zdradę stanu. Skazano go na śmierć, a wyrok przez powieszenie i poćwiartowanie wykonano w Dorchester. Mimo iż dzienna data śmierci nie jest znana w Martyrologium umieszczony jest pod 22 grudnia. Został zabity na fali represji zapoczątkowanych przez Henryka VIII ustanawiającego zwierzchność króla nad państwowym Kościołem anglikańskim, dołączając do z ofiar antykatolickich prześladowań w Anglii okresu reformacji.
Dekret o heroiczności cnót uznający iż prześladowcy uśmiercili go za wiarę w Jezusa Chrystusa ogłoszono 10 listopada 1986 roku. Beatyfikacji Wilhelma Pike'a dokonał papież Jan Paweł II 22 listopada 1987 roku w grupie „Osiemdziesięciu pięciu błogosławionych męczenników”.
Na miejscu gdzie wznosił się zamek Chideock (pod Chideock) stoi krzyż upamiętniający tzw. „Męczenników z Chideock”, a kościół pw. „Naszej Pani Królowej Męczenników i św. Ignacego” ((ang.) Our Lady, Queen of Martyrs and st. Ignatius) jest szczególnym miejscem ich kultu.